# Francesco Wilking

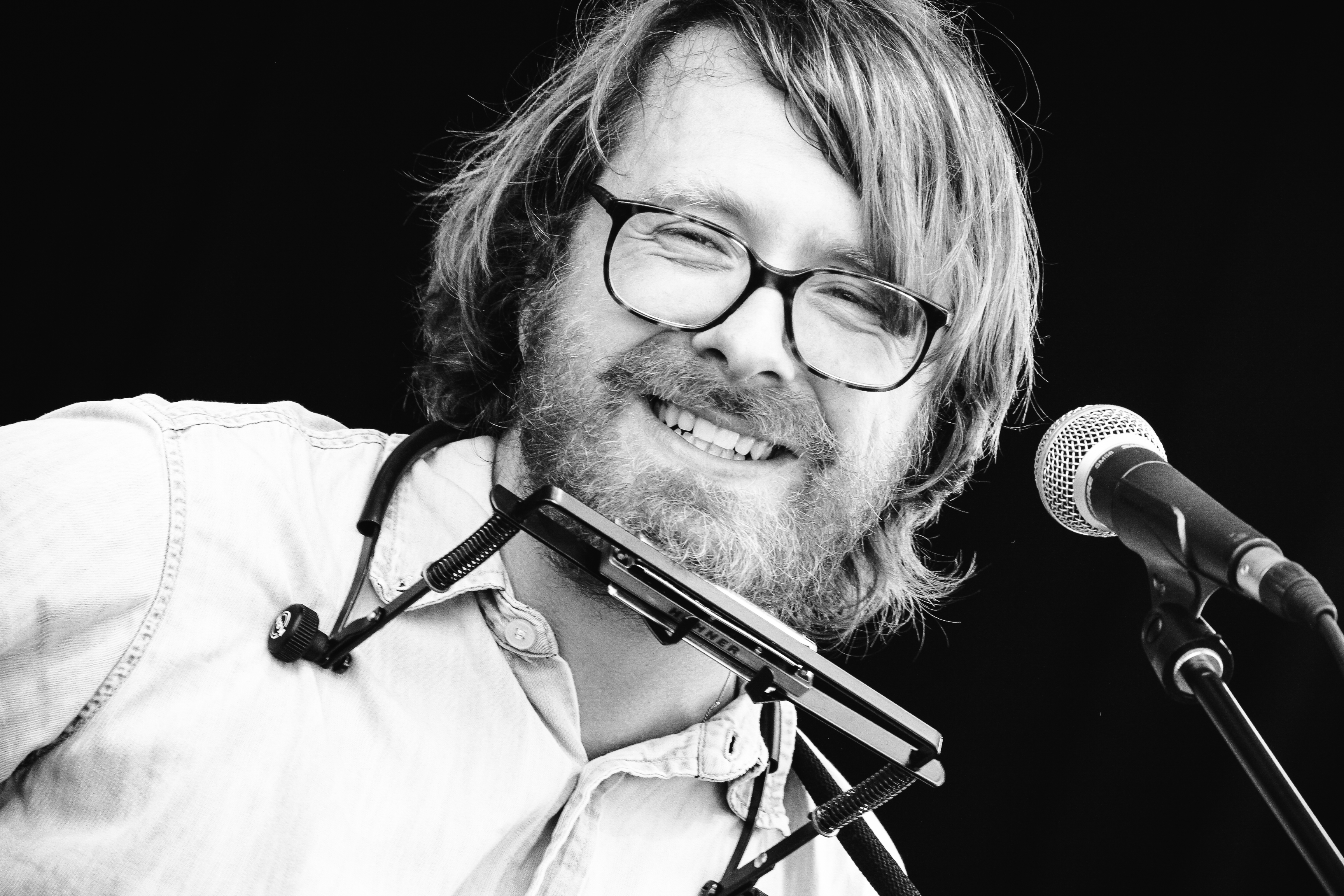
Francesco Wilking (2014)

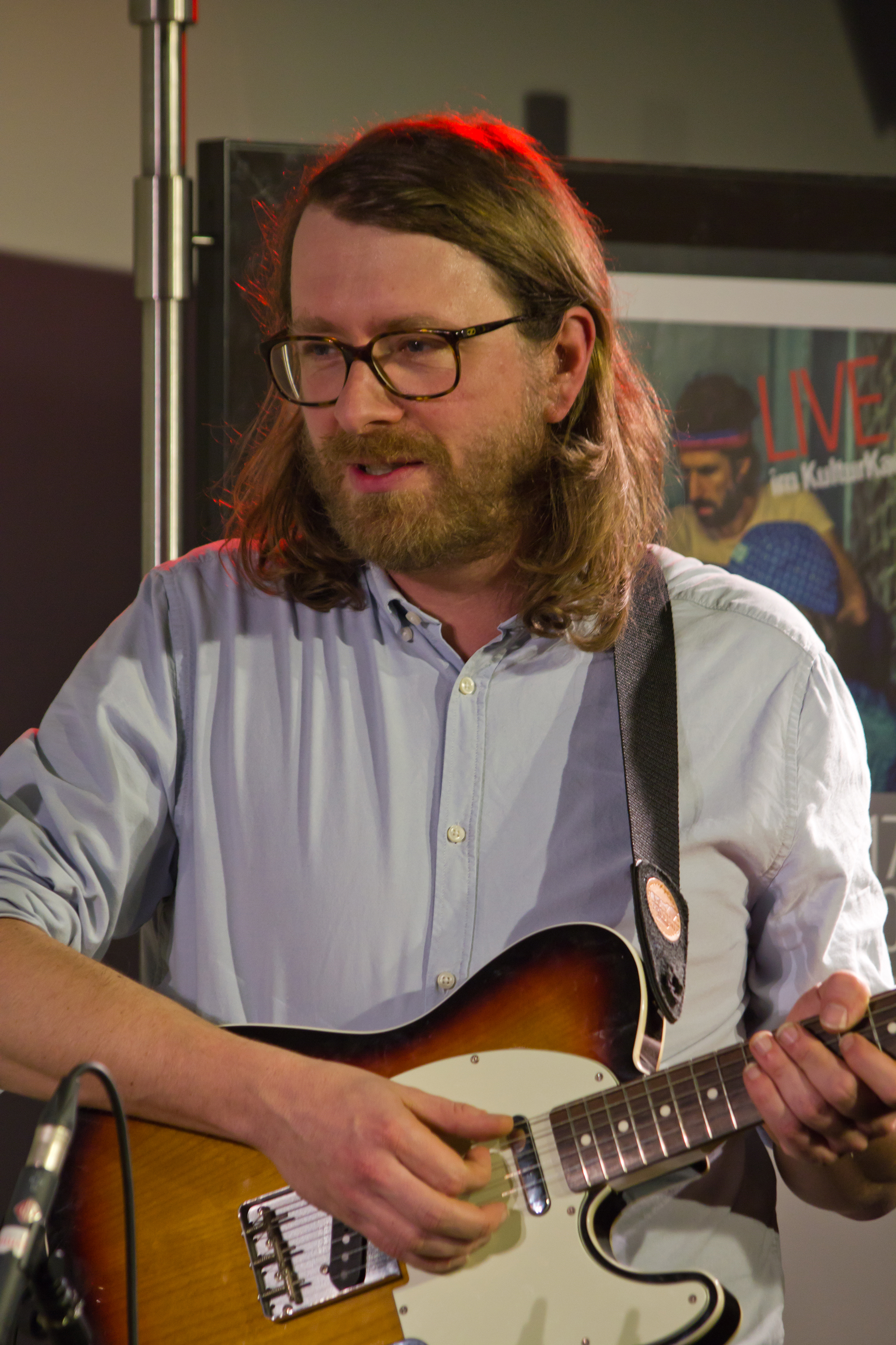
Francesco Wilking (2014)

Francesco Andrea Wilking (* 1974 in Lörrach) ist ein deutscher Sänger, Musiker, Komponist und Liedtexter. Bekannt wurde er als Sänger und Gitarrist der Bands Tele und Die Höchste Eisenbahn.

## Leben

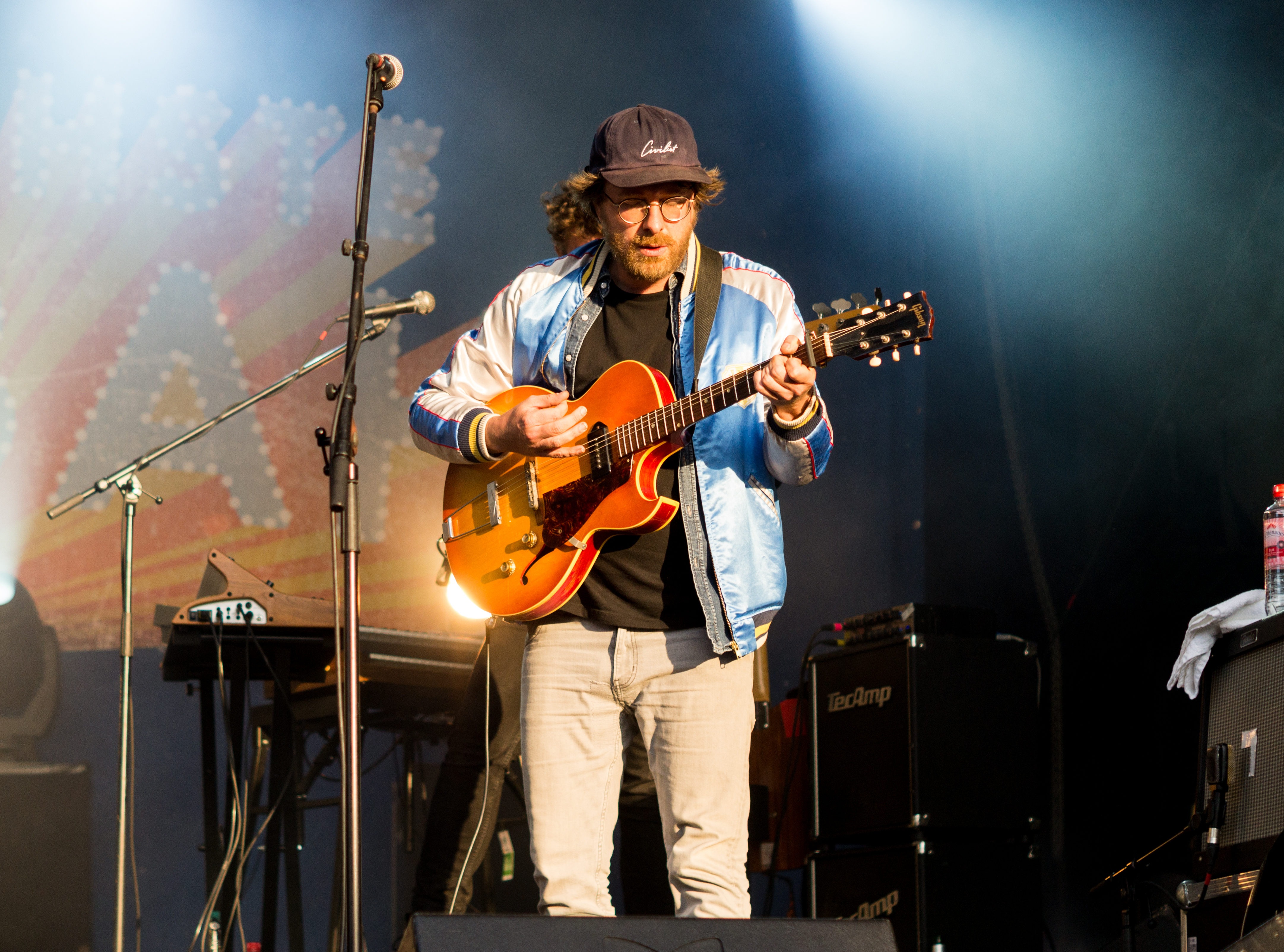
Francesco Wilking 2017 bei einem Festivalauftritt mit Die Höchste Eisenbahn

Francesco Wilking wuchs in Lörrach auf. Seine Mutter ist Italienerin. Als Jugendlicher gründete er die Band Kicking Edgar Allan Poe. In seiner Kindheit hörte Wilking mit Vorliebe The Beatles, angeregt durch das rote Best-of-Album 1962–1966 und das blaue Best-of-Album 1967–1970. In diesem Zusammenhang moderierte er damals gemeinsam mit einem Freund eine wöchentliche Radiosendung über die britische Beat-Combo beim freien Radiosender Radio Dreyeckland in Basel. Als 16-Jähriger wurde er Fan von Bob Dylan. Ein Grund, der dazu beitrug, dass Wilking den Folkbarden für sich entdeckte, war der Dokumentarfilm Dont Look Back von Filmemacher D. A. Pennebaker von 1967, den er im Fernsehen sah. Nach dem Abitur 1994 studierte er in Freiburg Germanistik, Italienisch und Englisch. Mit Martin Brombacher und Patrick Reising, die bereits in seiner Lörracher Formation mit ihm spielten, gründete er dort die Band Tele. Er zog mit den Musikern nach Berlin, wo im Jahr 2000 in Eigenproduktion das Debütalbum 1001 Verdacht veröffentlicht wurde.
2011 erschien Wilkings Soloalbum Die Zukunft liegt im Schlaf. In diesem Jahr entstand auch das Bandprojekt Die Höchste Eisenbahn mit Moritz Krämer.
2015 war er Mitinitiator der aktuell (Stand 2023) neun Teile umfassenden Albumserie Unter meinem Bett mit von deutschsprachigen Bands und Liedermachern selbstgeschriebenen Liedern für Kinder. Dort wirkt er auch regelmäßig in Kooperation mit anderen Musikern mit.
2020 kam das von ihm zusammen mit der Musikmanagerin Charlotte Goltermann und ihrem Ehemann Sven Regener initiierte Album Crucchi Gang des gleichnamigen Bandprojekts heraus, auf dem deutsche Rockmusiker, u. a. Von Wegen Lisbeth, Clueso und Thees Uhlmann, überwiegend eigene, von Wilking ins Italienische übersetzte Songs spielen. Die Texte übersetzte Wilking, der mit dem Song Il Mio Bungalow (Original Bungalow von Bilderbuch) vertreten ist. Später wurde von ihm noch Solo una parola (Original Nur ein Wort von Wir sind Helden) zusammen mit Malika Ayane veröffentlicht. 2023 erschien mit Fellini ein weiteres Crucchi-Gang-Album, auf dem Wilking mit Versionen von Joachim Witts Goldener Reiter und Reinhard Meys Gute Nacht, Freunde vertreten ist.
Wilking schreibt auch Musik fürs Theater, z. B. zusammen mit Moritz Krämer für Leonce und Lena am Staatstheater Braunschweig. Zudem schrieb er mit Patrick Reising die Musik für Stromberg – Der Film und Lieder für den Tatort Auf einen Schlag.
Wilking ist verheiratet und Vater von drei Kindern.
2025 veröffentlichte Wilking gemeinsam mit Christopher Annen, dem Gitarristen von AnnenMayKantereit, ein Album, welches das Diffus Magazin als „musikalische(n) Balsam für die Seele“ bezeichnet.

## Diskografie
Solo
- 2011: Die Zukunft liegt im Schlaf (Album)
- 2015: Mann ohne Schmerzen (mit Moritz Krämer), Song auf der Single A Tribute to Nils Koppruch + Fink (zusammen mit The Dinosaur Truckers)[13]

mit Tele (Alben)
- 2000: Tausend und ein Verdacht
- 2004: Wovon sollen wir leben
- 2007: Wir brauchen nichts
- 2009: Jedes Tier
- 2011: Jedes Tour Live

mit Die Höchste Eisenbahn (Alben)
- 2012: Unzufrieden (EP)
- 2013: Schau in den Lauf, Hase
- 2016: Wer bringt mich jetzt zu den Anderen
- 2019: Ich glaub dir alles
- 2020: StallWaldKirche EP (EP)

mit Christopher Annen (Alben)
- 2025: Alles was ich je werden wollte[14]

## Filmmusik (Auswahl)
- 2012: Bankraub für Anfänger
- 2013:  König von Deutschland
- 2014: Der Bulle und das Landei (Fernsehserie, 1 Folge)
- 2016: Dimitrios Schulze
- 2017: Magical Mystery oder: die Rückkehr des Karl Schmidt
- 2018: Petting statt Pershing
- 2019: Frau Jordan stellt gleich (Fernsehserie, 10 Folgen)
- 2019: Klassentreffen (Miniserie, 2 Folgen)
- 2020: Albträumer
- 2021: Tatort: Wer zögert, ist tot
- 2021: Tatort: Finsternis
- 2023: Ein Fest fürs Leben
- 2023: Jonja